# Illja Kywa

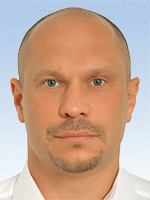
Illja Kywa (2019)

Illja Wolodymyrowytsch Kywa (ukrainisch Ілля Володимирович Кива; * 2. Juni 1977 in Poltawa, Ukrainische SSR, Sowjetunion (heute Ukraine); † 6. Dezember 2023 in Suponewo, Oblast Moskau, Russland) war ein ukrainischer Politiker und ehemaliger Abgeordneter der Werchowna Rada. Als ehemaliges Mitglied des ultranationalistischen Rechten Sektors lief er zu Beginn des russischen Überfalls auf die Ukraine 2022 zur russischen Seite über. Am 6. Dezember 2023 fiel er einem Attentat des ukrainischen Geheimdienstes SBU zum Opfer.

## Leben
Kywa studierte an der Geologischen und Mechanisch-Technischen Schule für Erdöl und Erdgas in seiner Heimatstadt Poltawa und spezialisierte sich auf Wartung. Er schloss später auch eine juristische Ausbildung ab. 2011 war er zwei Monate Leiter der Abteilung für Verbraucherschutz in Poltawa. Er wurde von einem Bezirksgericht der Region Poltawa wegen Korruption angeklagt, zu einer Geldstrafe von 10.000 Hrywnja verurteilt und für ein Jahr von öffentlichen Ämtern ausgeschlossen. Seine politische Karriere begann 2013 mit einer erfolglosen Kandidatur für den Sitz in der Werchowna Rada, und zwar in einem Wahlkreis in Kiew. 2014 wurde Kywa zum Polizeimajor (майора міліції) und zum Kommandeur des Bataillons Poltawschtschyna in seiner Heimatstadt ernannt. Er wurde zum Anführer der östlichen Division des Rechten Sektors für die Landesteile von Poltawa bis Donezk und war der Vertreter von Dmytro Jarosch im Präsidentschaftswahlkampf 2014. Anschließend wurde er zum stellvertretenden Leiter der Regionalabteilung des Innenministeriums für Donezk ernannt. Zu dieser Zeit soll er sich auch mit dem bekannten rechtsextremistischen Politiker und Militär Dmytro Kortschynskyj angefreundet haben. Von 2016 bis 2017 war er Berater des Innenministers Arsen Awakow. Im Innenministerium sprach sich Kywa für die Bekämpfung des Drogenhandels mit außergerichtlichen Methoden aus und erklärte seine Bereitschaft, dabei die Gesetze zu brechen.
Kywa war bei den ukrainischen Präsidentschaftswahlen 2019 ein erfolgloser Kandidat, der unter dem Banner der Sozialistischen Partei der Ukraine ein paar tausend Stimmen erhielt. Danach vollzog er eine politische Kehrtwende und wurde bei den ukrainischen Parlamentswahlen 2019 als Mitglied der pro-russischen Oppositionsplattform – Für das Leben in die Werchowna Rada gewählt. Kywa moderierte seine eigene Sendung im Fernsehsender ZIK, der von dem Oligarchen und Co-Vorsitzenden der Oppositionsplattform Wiktor Medwedtschuk kontrolliert werden soll. Während seiner Zeit als Abgeordneter wurde ihm Korruption vorgeworfen und er wurde beschuldigt, während einer Parlamentsabstimmung einer Prostituierten eine SMS geschrieben zu haben. Er behauptete außerdem über einen Doktortitel in Regierungsmanagement zu verfügen, ohne Fragen zu seiner Arbeit beantworten zu können, was in der gesamten ukrainischen Politik Kritik auslöste.
Am 24. Februar 2022 startete Russland einen groß angelegten Überfall auf die Ukraine. Am selben Tag brachte Kywa seine Unterstützung für die russische Invasion zum Ausdruck, indem er behauptete, dass „das ukrainische Volk befreit werden muss“ und dass „Ukrainer, Weißrussen und Russen ein Volk sind“. Außerdem erklärte er, dass die Ukraine „vom Westen versklavt und in die Knie gezwungen wurde, vom Nationalsozialismus durchdrungen ist und keine Zukunft hat“. Er machte den ukrainischen Präsidenten Wolodymyr Selenskyj für den Krieg verantwortlich und forderte ihn zum Rücktritt auf.
Vor dem Einmarsch war Kywa nach Spanien ausgereist. Am 3. März 2022 wurde Kywa aus der Partei und Fraktion der Oppositionsplattform – Für das Leben ausgeschlossen. Am 6. März 2022 gab die damalige Generalstaatsanwältin Iryna Wenediktowa bekannt, dass Kywa wegen Hochverrats, Verletzung der territorialen Integrität der Ukraine, Beteiligung an russischer Kriegspropaganda und illegalem Waffenbesitz angeklagt wurde. Am 15. März 2022 entzog die Werchowna Rada ihm sein Mandat als Abgeordneter.
Am 17. April 2022 rief er den Kreml in seinem Telegram-Account zu einem Atomschlag gegen die Ukraine auf: „Selenskyj, seine Entourage und die westlichen Unterstützer fürchten sich am meisten vor einem russischen Präventivschlag mit Massenvernichtungswaffen. Das ist es, was der heutigen Konfrontation ein Ende setzen kann, nicht nur mit den ukrainischen Behörden, sondern mit dem gesamten Westen.“
Am 21. April 2022 beantragte Kywa in einem offenen Brief an den russischen Präsidenten Wladimir Putin die russische Staatsbürgerschaft und politisches Asyl. Im Juni 2022 soll er sich in der Nähe von Moskau aufgehalten haben.
Im November 2022 wurde er von einem Gericht in Lwiw in Abwesenheit zu 14 Jahren Haft wegen Landesverrats verurteilt.
Anfang Dezember 2023 wurde er in der Oblast Moskau tot aufgefunden. Noch am selben Tag bekannte sich der ukrainische Geheimdienst SBU zu diesem Mordanschlag.